# 卡尔·威廉·斐迪南 (不伦瑞克-沃尔芬比特尔)

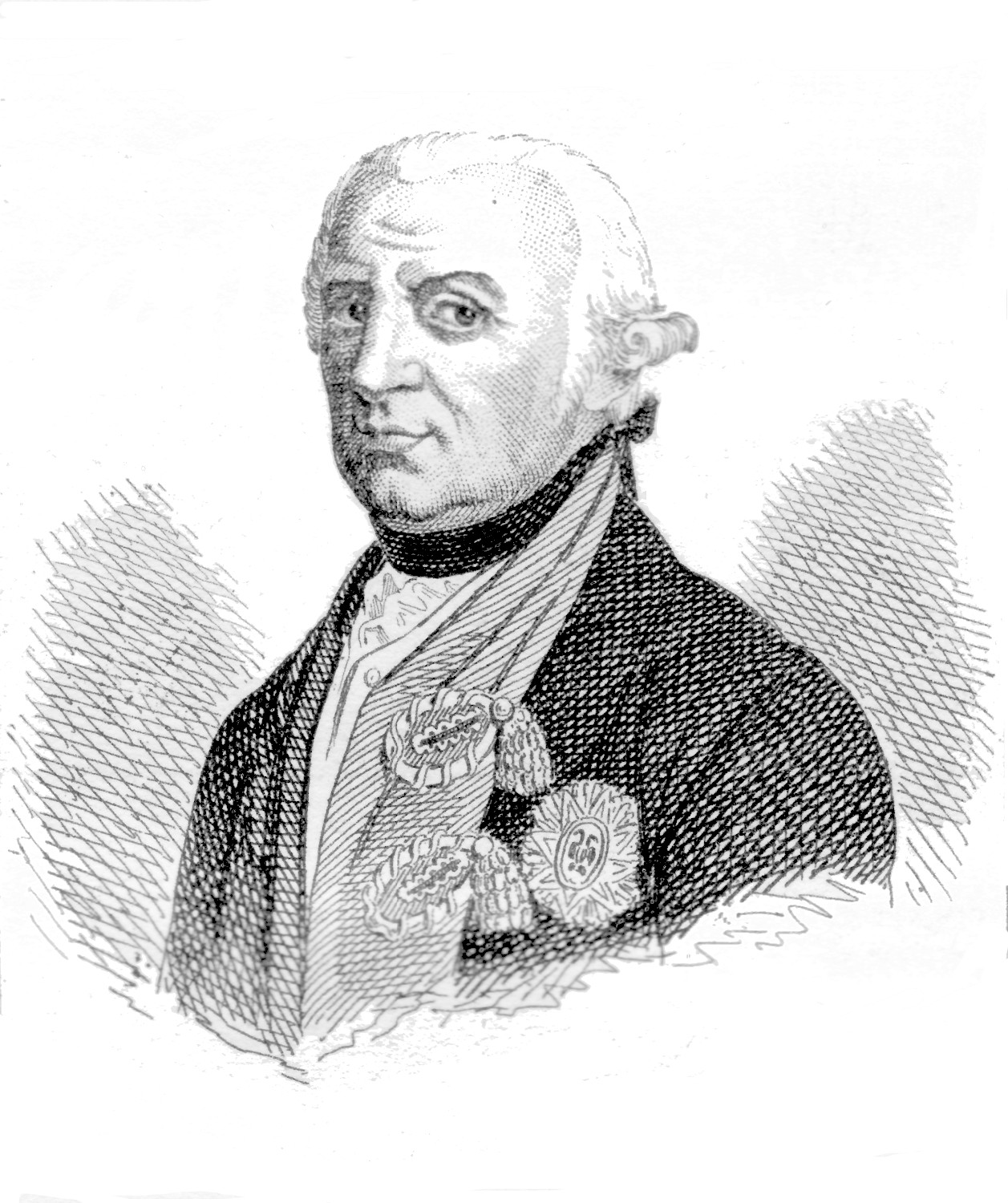
布伦瑞克公爵卡尔·威廉·斐迪南

卡尔·威廉·斐迪南，布伦瑞克-吕讷堡公爵，布伦瑞克-沃尔芬比特尔-贝芬亲王（英語：Charles II William Ferdinand, Duke of Brunswick-Lüneburg, Prince of Brunswick-Wolfenbuettel-Bevern，1735年10月9日—1806年11月10日），普鲁士陆军元帅，布伦瑞克-吕讷堡公爵。18世纪中期现代战争中他是一个公认的大师，也是一個有知識教養且仁厚的開明專制君主，接近腓特烈大帝那樣的模範君主。他也是數學家卡尔·高斯的主要贊助人。

## 生平
出生于德国沃尔芬比特尔（Wolfenbüttel）。从1780年起，他是不伦瑞克-吕讷堡公爵到逝世。他巨大的軍事名聲，首先得自於七年戰爭，特別是1757年的哈斯滕貝克之戰；1787年他以普魯士陸軍元帥的身分，接受普王腓特烈·威廉二世的指令，率領二萬普軍到荷蘭共和國鎮壓當時反對荷蘭省督威廉五世的普遍騷亂。兵鋒所至，荷蘭暴亂迎刃而解，他的軍事行動幾乎沒有流血，堪稱迅速、確實而完美，在當時人的眼中被視為完美的統帥典範。
他在法國大革命前期曾領導反法的普、奧聯軍，在1792年7月25日發表布倫瑞克宣言，威脅如果任何法國王室的成員受到任何傷害，法國平民將因此受到嚴厲的報復（雖然宣言由軍中的孔代親王主筆，但簽名同意的不伦瑞克仍被視為負責對象）。結果這項宣言激怒了法國市民（無套褲漢為主力），反倒加劇了人民的革命熱情。
巴黎市民在8月10日攻佔國王住宅杜伊勒里宮，拘禁了國王路易十六與王后，推翻立憲派的統治。九月二十日的瓦爾密戰役中，普奧聯軍被法國革命軍成功擊退，之後不伦瑞克帶著普魯士軍快速撤離法國。
他在1793年率領普軍，抵抗入侵德意志西境的法軍，在經過長期圍困之後，收復了美因茲。1794年，他因為抗議普王腓特烈·威廉二世對軍事的過度干預，向國王請辭獲准。他在1806年第四次反法同盟時，回到軍隊，並在同年的耶拿戰役身負重傷，於戰敗後傷重不治。他的遺體最終在1819年11月六日安置於布倫瑞克大教堂。

## 家族
1764年，卡爾·威廉·斐迪南與英國國王喬治三世的姊姊奧古斯塔結婚，兩人共有4子3女：
- 奧古斯塔（1764年—1788年）
- 卡爾（英语：Karl Georg August, Hereditary Prince of Brunswick-Wolfenbüttel）（1766年—1806年）
- 卡羅琳（1768年—1821年），英國王后
- 格奧爾格·威廉·克里斯蒂安（1769年—1811年）
- 奧古斯特（1770年—1822年）
- 腓特烈·威廉（1771年—1815年），不倫瑞克-沃爾芬比特爾親王
- 愛蜜莉（1772年—1773年），夭折

| 卡尔·威廉·斐迪南 (不伦瑞克-沃尔芬比特尔) 韋爾夫王朝出生于：1735年10月9日逝世於：1806年11月10日 | 卡尔·威廉·斐迪南 (不伦瑞克-沃尔芬比特尔) 韋爾夫王朝出生于：1735年10月9日逝世於：1806年11月10日 | 卡尔·威廉·斐迪南 (不伦瑞克-沃尔芬比特尔) 韋爾夫王朝出生于：1735年10月9日逝世於：1806年11月10日 |
| 統治者頭銜                                                                                     | 統治者頭銜                                                                                     | 統治者頭銜                                                                                     |
| ---------------------------------------------------------------------------------------------- | ---------------------------------------------------------------------------------------------- | ---------------------------------------------------------------------------------------------- |
| 前任者： 卡爾一世                                                                              | 不倫瑞克-貝沃恩公爵 1780年3月26日 — 1806年11月10日                                             | 繼任者： 腓特烈·威廉                                                                           |